# Etoxikin
Az etoxikin (EQ) kinolinalapú antioxidáns, melyet egyes országokban tartósítószerként használtak, és eredetileg a körték foltosodását korlátozták vele (például „Stop-Scald” márkanéven). Egyes állateledelekben a zsírbomlás lassítására, egyes fűszerekben a karotinoid színanyagok oxidációja okozta színvesztés megakadályozására használták.

## Története
Az etoxikint 1921-ben fedezte fel Emil Knoevenagel, 1959-ben hozta forgalomba Santoquin néven a Monsanto. Az 1960-as évektől állateledel-tartósítószerként is használták.

## Előállítása
Az etoxikint általában 1-klór-4-nitrobenzolból állítják elő nátrium-etoxiddal. Ezek termékét 4-etoxianilinná alakítják, mely az acetonnal reagálva etoxikint ad.

## Használata
Az etoxikin antioxidáns, mivel megakadályozza a lipidperoxidációt és lipofil vegyületek (karotinok, xantofillok, A- és E-vitamin) oxidációját akadályozza.
Nagy mennyiségben használatos halliszttartósításra (főleg akvakultúrában). A növényvédőszerkénti használatának tilalma előtt ezenkívül héjbarnulás ellen is használták almákon, körtéken.
A hallisztek szállítás közben öngyulladásra hajlamosak. Ez ellen sokszor a származási helyen etoxikint adnak hozzá. A Nemzetközi Tengeri Hajózási Szervezet (IMO) legalább 100 mg/kg etoxikint ír elő tengeri szállításkor.
2016 végén közzétett a Greenpeace egy kutatást 54 haltermékből (többek közt lazacok, pisztráng, Sparus aurata, Moronidae) az etoxikin jelenlétéről. A hagyományos akvakultúrából származó mind a 38 étkezési termék tartalmazott etoxikint. 32 hagyományos tartású halból készült termék esetén a koncentráció a húsok etoxikin-határértéke, 50 µg/kg felett volt, a legnagyobb mért érték, 881 µg/kg egy norvég eredetű lazactermékben volt kimutatható (az értékek mindig az etoxikin és az etoxikindimer összegei). Az EU-ban nincs határérték az etoxikinre halakban. 2017-ben a genfi kantoni laboratórium az «A Bon Entendeur» című adásban kutatást végzett 18 próbával svájci üzletekben lévő tenyésztett lazacokról. 15-ben találtak etoxikint vagy annak metabolitjait. 2 esetben magas koncentrációt (>1000 µg/kg) találtak. Csak egy esetben nem találtak etoxikint.

## Környezeti hatásai

Etoxikindimer

Főképp az oxidatív metabolitja, az etoxikindimer dúsul fel a halak szöveteiben, ezenkívül az emberi zsírszövetben és az anyatejben is feldúsulhat

## Engedélyezés
Az etoxikin Németországban takarmányadalékként engedélyezett (E324). Lazacfarmokban azonban tiltott a használata az EU-ban és Svájcban is.
Növényvédő szerként az Európai Unióban 2011-től nem engedélyezett, mert nincs felvéve a 91/414/EGK irányelv I. mellékletébe. Svájcban se engedélyezettek ilyen hatóanyagú növényvédő szerek.
Az EFSA 2015. november 18-i sajtótájékoztatóján elmondta, hogy „általános adathiány miatt” nem történt egyértelmű biztonsági értékelés az anyagról. 2017 nyarán eldöntötte az EU az etoxikin-használat tilalmát, amennyiben nincs bizonyíték arra, hogy ezek a fogyasztókra nem ártalmasak. Eddig kell biztonságos és hatékony helyettesítő anyagot keresni.

## Szabályozás
Az etoxikint eredetileg 1965-ben betegség elleni szerként regisztrálták, mely a körtefoltosodást akadályozza termelés utáni beltéri használatkor nedvesítéssel vagy impregnált burkolattal.
A körtebarnulást korlátozó antioxidánsként az etoxikin engedélyezett az Amerikai Egyesült Államokban és az Európai Unióban.
Az Amerikai Egyesült Államokban engedélyezték takarmány-adalékanyagkénti használatát, ételadalékkénti használatát a chiliporra, borsra és az őrölt chilire korlátozták.  Az etoxikin nem engedélyezett étel-adalékanyagként az Európai Unióban.
Az etoxikin Norvégiában és Franciaországban a halipar területén stabilizátorként engedélyezett, így tenyésztettlazac-eledel pelletekben gyakran van.
Norvégia ezt a gyakorlatot betiltotta, miután az EU bevonta az engedélyt 2017-ben, ennek megfelelően az etoxikint tartalmazó eledelek eladását 2019. december 31-ig engedélyezte, ezután tilos lett eladásuk, azonban 2020. június 20-ig felhasználhatók voltak.
Az etoxikin csirkefarmokban használt csirkeeledel pelletekben is megtalálható.
2017-ben az EU bevonta az etoxikin engedélyét állateledel-adalékkénti használatra, 2017–2019 közti dátumokat megadva azok eladásának engedélyének végére az alternatívák bevezethetőségéért.

## Biztonság
Egyesek szerint az állateledelekben lévő etoxikin több egészségi problémáért felelhető. Eddig (2019) az Egyesült Államok Élelmiszer- és Gyógyszerügyi Hivatala csak az etoxikin és a májban megnövekedett protoporfirin IX-mennyiség, illetve a májenzimek mennyiségének növekedése közt talált összefüggést egyes állatokban, de nem ismertek ezekből fakadó egészségi következmények.1997-ben az Állatorvosi Központ javasolta az állateledel-gyártóknak az etoxikinszint önkéntes korlátozását 75 ppm-re további bizonyítékok megjelenéséig. Azonban az etoxikint tartalmazó legtöbb állateledel nem lépte túl e mennyiséget. 2017-ben a svájci régiós ügyekért felelős minisztérium laboratóriumának beszámolói szerint a tenyésztett lazac gyakran túllépte az etoxikin mennyiségének határait több nagyságrenddel, és hogy ennek emberre gyakorolt hatásait nem tanulmányozták kellően részletesen.
2013-ban a Łódźi Egyetem Biológiai és Környezetvédelmi karán végzett kutatások összegezték az etoxikinnek kitett állatokra és emberre gyakorolt hatásokat, és ide tartoznak többek közt a tömegcsökkenés, a máj-, vese-, ductus thoracicus- és mitokondriális elváltozások, az anémia, a letargia, a vizelet, bőr vagy szőrszálak színváltozása, a megnövekedett mortalitás, a csökkent immunitás, ezenkívül a halak végső tömegének változását és allergiát is okozott (kontaktkitettség).

### 2015-ös EFSA-értékelés
Az EFSA által közzétett 2015-ös értékelés szerint az etoxikin állateledelként vagy a fogyasztók és a környezet számára való biztonságosságának biztos ismeretéhez szükséges adatok hiányoznak. A hatóság megemlítette, hogy az etoxikin egyik metabolitja, az etoxikin-kinonimin genotoxikus lehet, és a 4-etoxianilin, egy olyan szennyeződés, mely a gyártás során fennmaradhat, mutagén lehet. Erre válaszolva az állateledel-gyártók lépéseket tettek a termékekben lévő 4-etoxianilin mennyiségének csökkentésére.

## Fordítás
- Ez a szócikk részben vagy egészben  az   Ethoxyquin című angol Wikipédia-szócikk ezen változatának fordításán alapul.  Az eredeti cikk szerkesztőit annak laptörténete sorolja fel. Ez a jelzés csupán a megfogalmazás eredetét és a szerzői jogokat jelzi, nem szolgál a cikkben szereplő információk forrásmegjelöléseként.
- Ez a szócikk részben vagy egészben  az   Ethoxyquin című német Wikipédia-szócikk ezen változatának fordításán alapul.  Az eredeti cikk szerkesztőit annak laptörténete sorolja fel. Ez a jelzés csupán a megfogalmazás eredetét és a szerzői jogokat jelzi, nem szolgál a cikkben szereplő információk forrásmegjelöléseként.